# Psorophora amazonica
Psorophora amazonica är en tvåvingeart som beskrevs av Nelson Leander Cerqueira 1960. Psorophora amazonica ingår i släktet Psorophora och familjen stickmyggor. Inga underarter finns listade i Catalogue of Life.